# Aniksosaurus
Aniksosaurus darwini
Genre
Espèce
Aniksosaurus (« lézard du printemps ») est un genre fossile de dinosaures théropodes carnivores bipèdes qui vivaient dans ce qui est maintenant l'Argentine au Crétacé supérieur (du Cénomanien au Turonien (99,6 à 89,3 millions d’années)). Il a été découvert en 1997 dans la Formation de Bajo Barreal (Province de Chubut) en Patagonie.
C'était un coelurosaure. L'espèce type et unique espèce, Aniksosaurus darwini, a été décrite par Martínez et Novas en 2006. Son nom générique signifie lézard du printemps ; l'épithète spécifique honore Charles Darwin.
- Époque :  Crétacé (-145 M.A. à -66 M.A.)
- Taille :  2,3 m de long, 0,8 m de haut, 120 kg
- Habitat : Amérique
- Régime alimentaire : carnivore

## Inventaire des fossiles retrouvés
- Vertèbres, os du bassin et des membres.